# فقاع حويصلي
الفقاع الحويصلي (بالإنجليزية: Vesicular pemphigoid)‏ هي حالة جلدية وإحدى أشكال الفقعان الفقاعي وتمتاز بمظهر شبيه بالتهاب الجلد الهربسي الشكل مع تبثرات مشدودة صغيرة.